# Ouadi Natroun

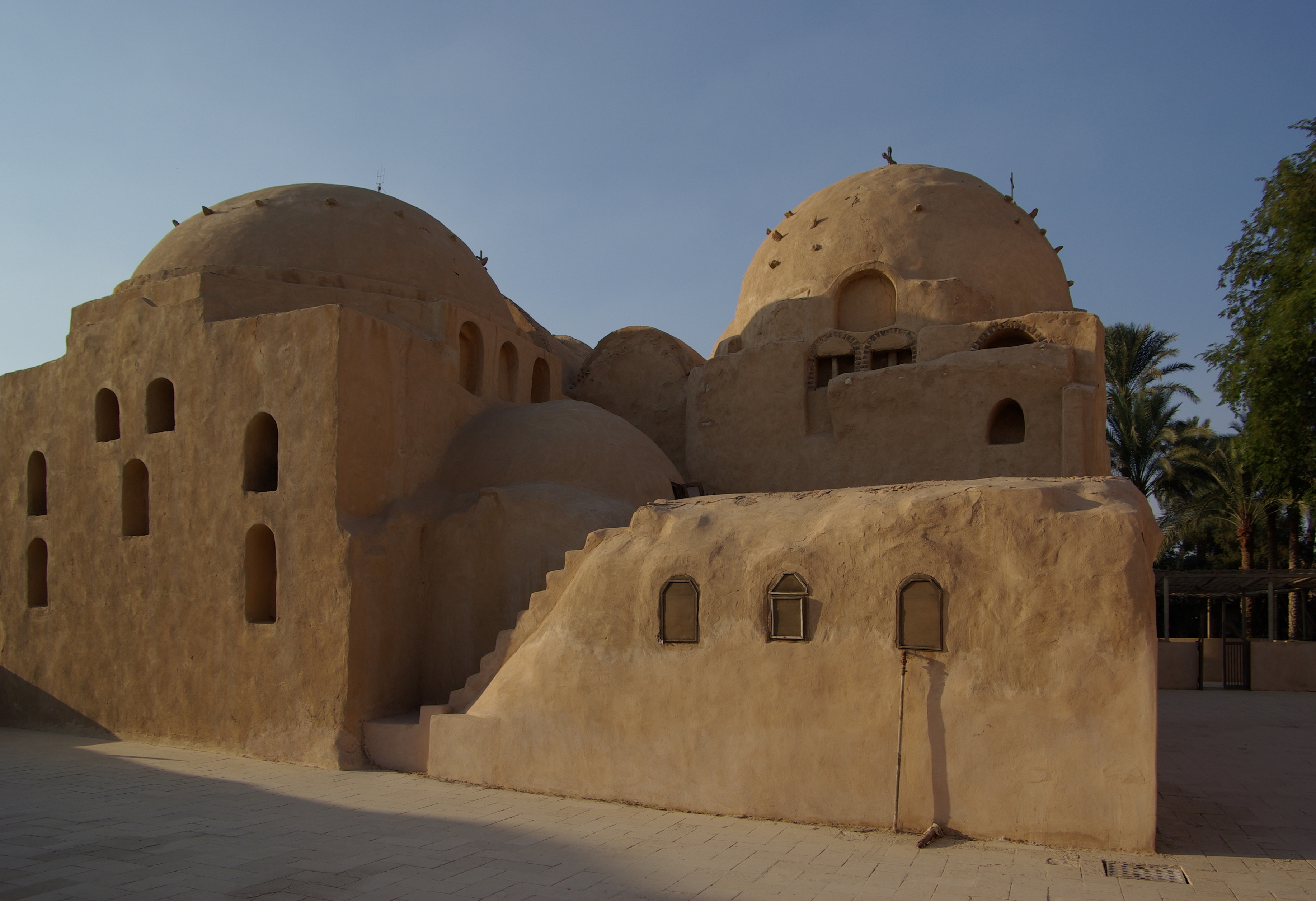
Monastère Saint-Bishoy à Ouadi Natroun

Le Ouadi Natroun ou Wadi el Natrun, connu sous le nom de désert de Scété dans l'histoire chrétienne ou vallée du Natron en français médiéval, est une dépression aride située dans le désert occidental de l’Égypte, à environ 75 km au nord-ouest ou à 70 km à l'ouest du Caire et à 80 km au sud-est d'Alexandrie. La situer exactement relève d'une gageure, car elle s'étale sur environ 110 km du nord-ouest au sud-est.
Très longtemps, le Ouadi Natroun a été englobé, peut-être improprement par la plupart des géographes de la tradition gréco-romaine, dans le Nitriotes nomos ou désert de Nitrie. Dans les deux entités, il existait des lacs de soude d'où les Égyptiens tiraient après purification ou asséchement du natron ou du carbonate de soude. La vallée des lacs Natroun proprement dite accueillait au moins sept lacs.

## Histoire et tradition

### Égypte antique
Dans le conte de l’Oasien (IXe ou Xe dynastie), un habitant du ouadi Natroun, nommé Khoun-Inpou (Ḫwn-Ỉnpw), dépossédé de son bien par un fonctionnaire prévaricateur, expose en neuf discours d’un style fort relevé la primauté de la justice sur la force.
Durant l'époque pharaonique, cette vaste région était considérée comme sacrée en raison du natron, minéral naturel défini et/ou roche carbonatées à base de carbonate de sodium, bicarbonate de sodium, sulfate de sodium et chlorure de sodium, ayant diverses propriétés nettoyantes, absorbantes ou antiseptiques, qui s'y trouvait en abondance, et qui était essentiel, sous diverses formes, aux cérémonies de purification et à la confection des momies. La très grande consommation de ce produit nécessitait de fréquentes visites et le lieu devint vite un sanctuaire. On peut encore y voir, dans les bâtiments religieux construits plus tard, des colonnes, des linteaux et des pierres qui proviennent de temples anciens aujourd'hui complètement disparus.

### Ère chrétienne
Connu sous le nom de Scété (Scetis) ou désert de Scété durant l'ère chrétienne, le ouadi Natroun abrita saint Macaire le Grand qui s'y retira en 330. Sa présence attira de nombreux croyants, puis peu à peu des églises et des hospices pour les pèlerins furent construits, ainsi que des monastères pour les religieux. Il ne faut pas le confondre avec le désert de Nitrie, situé plus au nord, non loin d'Alexandrie.
Dès les premiers siècles de notre ère, le ouadi Natroun a servi de refuge aux chrétiens d'Égypte brimés par les autorités de Byzance. Ayant souvent eu recours à l'exil pour pouvoir préserver leur foi, les Coptes y vivaient, d'abord en ermites avant de s'organiser en communautés. C'est ainsi que près de cinquante monastères y ont été établis au IVe siècle. De nos jours, il n'en reste plus que quatre, toujours habités par des moines :
- Deir El-Suryani (monastère des Syriens)
- Deir Baramos (monastère des Romains)
- Deir Amba Bichoï (monastère Saint-Bishoy)
- Deir Abu Makar (monastère Saint-Macaire de Scété)